# Осипов, Валентин Валентинович
Валентин Валентинович Осипов (1934—2012) — конструктор вооружений, лауреат Ленинской премии.

## Биография
Родился  07.12.1934.
Окончил факультет «Машиностроение" Московского высшего технического училища им. Н. Э. Баумана (1958, дипломный проект — расчет силового следящего привода ПУАЗО «Астра»).
Работал в НИИ-20 (ныне НТЦ «НИЭМИ» ОАО "ГСКБ «Алмаз-Антей»). С 1964 года заместитель главного конструктора по вопросам автоматических систем управления ЗРК «Оса». С 1966 года начальник лаборатории.
Участник разработки ЗРК «Тор».
Умер 12 декабря 2012 года после тяжелой продолжительной болезни.
Лауреат Ленинской премии, Премии Правительства Российской Федерации. Награждён орденом Почёта и медалями «За доблестный труд», «За трудовую доблесть», «В память 850-летия Москвы» и «300 лет Российскому флоту».